# Xvid
Xvid（舊稱為XviD）是一個開放原始碼的MPEG-4影像編解碼器，是由一群原OpenDivX開發者在OpenDivX於2001年7月停止開發後自行開發的。
Xvid支持量化（Quantization）、範圍控制的運動偵測（Motion Search）、码率曲線分配（Curve）、動態關鍵幀距（I-frame interval）、心理視覺亮度修正、演職員表選項、外部自定義控制、運動向量加速（Hinted ME）編碼、畫面優化解碼等眾多編碼技術，對用戶來說功能十分強大。
Xvid的主要競爭對手是DivX。但Xvid是開放原始碼的，而DivX則只有免費（不是自由）的版本和商用版本。

## 合法性
Xvid是在GNU GPL v2下發佈的，但因為某些國家如美國，日本有軟體專利法，使得其在該地區可能出現法律糾紛。因此，在过去Xvid官方網站只提供原始碼下載，用戶只可由第三方網站下載第三方的安裝檔。而目前Xvid官网已提供安装包的下载。

## 歷史
在以往，個人電腦只能使用微軟開發的MPEG-4 Codec，即MS MPEG4 V1、MS MPEG4 V2、MS MPEG4 V3的系列編碼核心，不過只能使用在ASF檔案，檔案格式是封閉的，因此有些駭客將其改寫為著名的MPEG4 Codec DivX 3.11。
但問題是，DivX 3.11的基礎技術是非法盜用微軟的，無法進行更廣泛的產品化及生產硬體播放機。因此，一些精通影像編碼的工程師（包括原DivX 3.11的開發者）成立了一家名為DivX Networks Inc.的公司，簡稱DXN。他們主導了完全符合ISO MPEG4標準的Open DivX CODEC的開發，並吸引了許多軟體高手參與。這時，主要的編程工作是由DXN來做，但很多技術上的難題卻是由開放原始碼社群幫忙解決。
但因為整個計劃並不是根據GPL開發的，而是LGPL，因此在Open DivX即將成形時，DXN藉此漏洞將其閉源，結果使眾多開放原始碼社群的義工感到被出賣。也是因为这个原因，整个0day组织永远的拒绝了DXN公司的DivX格式。
而原OpenDivX計劃的義工最後決定在最後一個Open DivX版本的基礎上，編寫XviD（將DivX反過來寫）以繼續原Open DivX的目的。
大約1年後，Xvid計劃的開發者重寫了所有代碼，並依照GPL發佈（而不再是LGPL，所以誰要是想用它做成產品而不開放原始碼是非法的）。但因為某些國家如美國，日本有軟體專利法，使得其在該地區可能出現法律糾紛。因此，在过去Xvid官方網站只提供原始碼下載，用戶只可由第三方網站下載編譯的執行檔。

## 播放使用Xvid壓製的檔案
过去因為軟體專利權問題，Xvid不能在其網上發佈運行檔，但用戶可在第三方網頁自行下載已包裝完成的解碼器，如Koepi's XviD （页面存档备份，存于）。在安裝完成後，只需要打開一般的多媒體播放器就可以播放以Xvid編碼的檔案。

## Xvid配置（Profile）
为了使Xvid能在各种配置条件下正常工作，Xvid提供了一些配置方案（Profile）来对编码复杂度进行一定的限制。
- Xvid Mobile：为小尺寸屏幕的移动设备而设计，比如低端智能手机。
- Xvid Home：面向标清（SD）家庭娱乐设备。
- Xvid HD 720：适用于支持720p HD分辨率的高清（HD）设备。
- Xvid HD 1080：用于像蓝光播放机这样的高端1080p全高清消费类电子产品。
- Simple Profile（SP）简单配置。此配置分7个级别：Level 0-Level 6（第五级称为L4a）。在此配置下，B帧、精确到四分之一像素的运动矢量、全局运动补偿等大多数编码功能将被禁用，同等码率下画质较低，适用于配置较差的手机、学习机等设备。
- Advanced Simple Profile（ASP）高级简单配置。此配置分6个级别：Level 0-Level 5。大多数MP4播放器、电子相框等产品使用此配置。
- Unrestricted无限制，最高配置。